# 久保喬
久保 喬（くぼ たかし、本名：久保 隆一郎、1906年11月13日 - 1998年10月23日）は、日本の児童文学作家。

## 来歴・人物
愛媛県宇和島市出身。
愛媛県立松山商業学校卒業後、窪田空穂が主宰する短歌雑誌『国民文学』の同人となる。
上京して東洋大学専門部東洋文科に進学。太宰治、檀一雄と出会い、同人誌「青い花」に参加。中退後、川端康成の紹介で創元社編集部の手伝いを経て、1939年に児童図書出版社の教養社へ入社したのを機に児童文学創作を志す。1942年に評論「童話の本質」を発表。1946年に日本児童文学者協会設立と同時に会員となる。
『ビルの山ねこ』で小学館文学賞、『赤い舟の帆』で日本児童文学者協会賞をそれぞれ受賞。『星の子波の子』をはじめ、『ふしぎな鳥がくる』、『少年の石』、『火の海の貝』など海を舞台とした作品が多数。太宰治に関する評論集『太宰治の青春像』などの評論もある。

## 著書
- 『南洋旅行』（金の星社） 1942.7
- 『光の国 椰子の国より桜の国へ』（三省堂） 1943
- 『星の子波の子』（第一印刷出版） 1948
- 『お日さまとたまご』（教養社、幼年童話文庫)  1948
- 『子ざるのゆめ』（金の星社） 1950
- 『ベーブ・ルース』（あかね書房、小学生伝記文庫)  1952
- 『りんごのおどり』（泰光堂、ひらがなぶんこ)  1953
- 『かえるのラジオ』（金の星社） 1954
- 『ひらかな野口英世』（金の星社） 1955
- 『ふしぎな青い玉 東洋童話集』（講談社、講談社の三年生文庫) 1956
- 『日本神話物語』（日本児童文庫刊行会、日本児童文庫) 1957
- 『二宮金次郎』（偕成社、なかよし絵文庫) 1957
- 『そらのリスくん』（宝文館、ペンギンどうわぶんこ)  1957
- 『シューベルト』（金の星社、ひらかな偉人文庫)  1958
- 『エジソン』（偕成社、児童伝記全集) 1958
- 『豊田佐吉』（偕成社、児童伝記全集)  1958
- 『鉄仮面』（デューマ、集英社、少年少女物語文庫) 1958
- 『ワシントン』（偕成社、なかよし絵文庫) 1959
- 『ナポレオン』（ポプラ社、子どもの伝記物語) 1960
- 『高峰譲吉』（偕成社、児童伝記全集) 1960
- 『あそびとわらべうた』（三十書房、おはなし日本) 1961
- 『偉人の光』（偕成社、少年少女ものがたり百科） 1961
- 『わが少年時代 / トルストイ、シュヴァイツァー、フランクリン、ヘレン・ケラー』（岩崎書店） 1961
- 『宇治拾遺物語』（弘文堂、日本少年少女古典文学全集） 1961
- 『いじんの話』（偕成社、なかよし絵文庫） 1962
- 『世界おとぎ話集』（偕成社、幼年世界文学全集)  1962
- 『ふくざわゆきち』（偕成社、幼年伝記ものがたり) 1963
- 『かしの木ホテル』（金の星社、ひらかな童話集)  1964
- 『ビルの山ねこ』（新星書房） 1964.4
のち偕成社文庫
- 『ひよどり越え / 南極の日の丸』（日本れきし・おはなし集、偕成社） 1965
- 『ネロネロの子ら』（東都書房） 1966
- 『義経と弁慶 義経記・曽我物語』（小峰書店、日本の古典童話)  1966
- 『海はいつも新しい』（理論社、小学生文庫)  1967
- 『かっぱのいたずら』（さ・え・ら書房、メモワール文庫)  1969
- 『少年少女に読ませたい日本の名話』（金の星社） 1969
- 『ケネディ』（ポプラ社、子どもの伝記全集30） 1969
- 『地球よさようなら』（盛光社、創作SFえほん)  1969
- 『風とハンドルのうた』（新日本出版社、新日本こどもの文学) 1970
- 『りょうかんさま』（偕成社、カラー絵ばなし) 1970
- 『世界のとんち話』（偕成社、少年少女類別民話と伝説) 1970
- 『少年の石』（新日本出版社、新日本創作少年少女文学) 1972
- 『赤い帆の舟』（偕成社、少年少女現代創作民話全集) 1972
のち偕成社文庫
- 『南の島の子もりうた』（岩崎書店 日本の幼年童話19） 1973
- 『火の海の貝』（国土社 (国土社の創作児童文学) 1973
- 『湯川秀樹』（ポプラ社、子どもの伝記・カラー版) 1973
- 『かめの子パブの旅』（理論社、どうわの本棚) 1974
- 『少年は海へ』（新日本出版社、新日本創作少年少女文学) 1974
- 『ふしぎな鳥がくる』（金の星社、創作こどもの本) 1975
- 『黒潮三郎』（金の星社、現代・創作児童文学） 1976.2
- 『ふしぎなしまへいくヨット』（高橋書店、たかはしの創作童話)  1976.7
- 『少年ヤポルの島』（PHP研究所） 1976.12
- 『サルが書いた本』（あすなろ書房、あすなろ小学生文庫)  1977.4
- 『歌をうたう貝』（国土社、国土社の創作どうわ)  1977.6
- 『台風岬の子ら』（国土社、国土社の新作童話)  1978.9
- 『もしもしおかあさん』（金の星社） 1979.7
- 『少年の旅ギリシアの星』（(小学館、小学館の創作児童文学シリーズ)  1980.10
- 『海のむこうの国 はじめての日露辞典をつくった人たち』（岩崎書店、絵本ノンフィクション) 1980.6
- 『ぼくは小さなカメラマン 』（講談社、児童文学創作シリーズ) 1980.4
- 『とびうおルルンのぼうけん』（岩崎書店、あたらしい創作童話) 1981.4
- 『赤いちょうちょうのいる島』（国土社、国土社の創作えほん) 1981.2
- 『ネコになったぼく』（太平出版社、太平けっさく童話) 1981.4
- 『千人の孤児とともに 戦災孤児をそだてた石綿さだよ』（PHP研究所、PHPこころのノンフィクション)  1982.8
- 『犬とみなし子』（新日本出版社、新日本おはなし文庫) 1982.9
- 『小学生一番どり』（講談社、児童文学創作シリーズ) 1982.2
のち青い鳥文庫
- 『太宰治の青春像 人と文学』（六興出版、ロッコウブックス) 1983.5
- 『きつねケンタのカメラマン』（あすなろ書房）1983.9
- 『ふしぎな花まつり』（理論社）1984.5
- 『小さな島の小さな星』（童心社、幼年創作シリーズ）1984.7
- 『源義経』（小学館、世界の伝記26）1984.9
- 『きつねケンタのアナウンサー』（あすなろ書房）1985.3
- 『みどりの島が燃えた』（金の星社、みんなの文学) 1985.12
- 『戦乱のみなし子たち』（岩崎書店、現代の創作児童文学) 1985.7
- 『パンダもあの子もみんなともだち』（草炎社 、草炎社こども文庫) 1987.12
- 『ふしぎな夜の動物園』（ひさかたチャイルド、ひさかた子どもの文学) 1988.6
- 『お父さんは鳥のように ヘリコプターものがたり』（童心社、小学生ブックス) 1988.8
- 『ガラスのなかのお月さま』（岩崎書店） 1989
- 『のらねこようちえん』（ほるぷ出版） 1990.7
- 『ふしぎ島の少年カメラマン』（草炎社ともだち文庫) 1991.7
- 『ホタルまつりの川』（草炎社ともだち文庫) 1992.9